# Bea Benaderet
Bea Benaderet est une actrice américaine née le 4 avril 1906 à New York, New York (États-Unis), morte le 13 octobre 1968 à Los Angeles (Californie), d'un cancer du poumon et d'une pneumonie.

## Filmographie
- 1943 : Le Chat châtié (Puss n' Booty) : Woman (voix)
- 1944 : Un Chaperon rouge pot de colle (Little Red Riding Rabbit) de Friz Freleng : Little Red Riding Hood (voix)
- 1944 : Bugs Bunny et les Trois Ours (Bugs Bunny and the Three Bears) : Mama Bear (voix)
- 1944 : The Weakly Reporter : Additional Voices (voix)
- 1946 : Le Match de baseball (Baseball Bugs) : The Statue of Liberty (voix)
- 1946 : Quentin Quail : Baby Toots (voix)
- 1946 : Les Enchaînés (Notorious) : File Clerk
- 1947 : Scent-imental Over You : Narrator (voix)
- 1947 : Le repas est servi ! (Tweetie Pie) : Woman (voix)
- 1947 : Doggone Cats : Dog's owner
- 1948 : What's Brewin', Bruin? : Ma Bear (voix)
- 1948 : I Taw a Putty Tat : Woman (voix)
- 1948 : Vilains Félins (Kit for Cat) : Beatrice (voix)
- 1948 : A Hick a Slick and a Chick : Daisy Lou (voix)
- 1949 : The Bee-Deviled Bruin : Ma Bear (voix)
- 1949 : Un jour à New York (On the Town) : Working girl
- 1949 : Bear Feat : Ma Bear (voix)
- 1950 : The Scarlet Pumpernickel : The Fair Melissa (voix)
- 1950 : La Course à l'œuf (An Egg Scramble) : Prissy, Hens, Housewife (voix)
- 1950 : All a Bir-r-r-d : Granny (voix)
- 1950 : C'est pas gagné ! (Canary Row) : Granny (voix)
- 1950 : Two's a Crowd : John's Wife (voix)
- 1951 : Room and Bird : Granny, Sylvester's Ownerr (voix)
- 1951 : Chow Hound : Additional Voices (voix)
- 1951 : Lovelorn Leghorn : Hazel the Hen, Other hens (voix)
- 1951 : Tweety's S.O.S. : Granny (voix)
- 1951 : La Fête des pères (A Bear for Punishment) : Ma Bear (voix)
- 1952 : The First Time : Mrs. Potter
- 1952 : Un gros dur au cœur tendre (Feed the Kitty) : Marc Anthony's Mistress (voix)
- 1952 : Gift Wrapped : Granny
- 1952 : Kiddin' the Kitten : Dodsworth's Mistress (voix)
- 1952 : Orange Blossoms for Violet : Additional Voices (voix)
- 1952 : Terrier Stricken (en) : Frisky's Mistress (voix)
- 1953 : From A to Z-Z-Z-Z : Teacher (voix)
- 1953 : Kiss Me Cat : Vi (voix)
- 1953 : Easy Peckin's : Laura the Hen (voix)
- 1953 : Of Rice and Hen : Miss Prissy / various hens (voix)
- 1954 : Sandy Claws : Granny (voix)
- 1954 : Wild Wife : Marsha, Daughter, Old Women with pennies, Beautician (voix)
- 1954 : The Cats Bah : Penelope's Mistress (voix)
- 1954 : Bewitched Bunny : Witch Hazel / Gretel / Pretty Rabbit (voix)
- 1954 : Mon gros bébé (Goo Goo Goliath) : Additional Voices (voix)
- 1954 : La Veuve noire (Black Widow) : Mrs. Franklin Walsh
- 1955 : Feather Dusted : Additional Voices (voix)
- 1955 : The Hole Idea (voix)
- 1958 : The George Burns Show (en) (série télévisée) : Blanche Morton
- 1959 : Les Pillards de la prairie (Plunderers of Painted Flats) : Ella Heather
- 1960 : Le Bugs Bunny Show (The Bugs Bunny Show) (série télévisée) : Additional Voices (voix)
- 1960-1961 : Peter Loves Mary (série télévisée) : Wilma
- 1962 : Tendre est la nuit (Tender is the night) : Mrs. McKisco
- 1964 : The Famous Adventures of Mr. Magoo (en) (série télévisée) (voix)
- 1966 : The Road Runner Show (série télévisée) : Additional Voices (voix)
- 1968 : The Bugs Bunny/Road Runner Hour (série télévisée) : Additional Voices (voix)
- 1990 : Merrie Melodies: Starring Bugs Bunny and Friends (série télévisée) : Additional Voices (voix)